# UDFy-38135539
UDFy-38135539 is een sterrenstelsel, dat 13,1 miljard lichtjaar van ons verwijderd is. Het werd ontdekt in 2010; tot dan toe stond het verst verwijderde stelsel op 12,9 miljard lichtjaar afstand. Intussen is het verste stelsel JADES-GS-z14-0 (ontdekt in mei 2024).
Oorspronkelijk ontdekt met de Hubble, werd de ontdekking bevestigd door de ESO-telescoop in Chili. De opname werd gemaakt door de Hubble Ultra Deep Field-camera.
De astronomen konden vervolgens 16 uur waarnemingstijd voor de VLT verkrijgen, waarna een grondige analyse van de resultaten nog eens twee maanden in beslag nam.
Ze concludeerden dat men de Lyman alpha lijn van waterstof met een roodverschuiving van 8,6 had gedetecteerd. Dit maakte stelsel UDFy-38135539 op dat moment het verst verwijderde object ooit, waarvan het bestaan is bevestigd door spectroscopie. Een roodverschuiving van 8,6 duidt erop dat we licht van een stelsel zien van slechts 600 miljoen jaar na de oerknal, hetgeen erop duidt dat er toen al sterren waren gevormd. 